# Grégoire Kayibanda
Grégoire Kayibanda (ur. 1 maja 1924, zm. 15 grudnia 1976) – rwandyjski polityk i dziennikarz.
Pochodził z plemienia Hutu. Był założycielem (1957) i przywódcą nacjonalistycznego Ruchu Emancypacji Ludu Hutu (PERMEHUTU). W 1961 objął funkcje prezydenta i szefa rządu. Wprowadził rasistowskie przepisy pozbawiające wszelkich praw Tutsich. Został obalony przez generała Juvénala Habyarimanę w 1973.
Krótkofalowiec, posiadał znak 9X1A.